# Portaro
Portaro was een Portugees automerk. De merknaam is een acroniem van Portugal en ARO, de belangrijkste Roemeense producent van terreinauto's. Het was het meest succesvolle Portugese voertuig ooit, vóór de komst van de latere UMM 4×4.

## Geschiedenis
De licentieproductie van het Roemeense origineel ARO 240 4x4 werd vanaf 1974 gestart door het toen recent opgerichte bedrijf 'SEMAL', een acroniem van Sociedade Electro-Mecanica de Automoveis Limited. Later nam 'FMAT' (Fabrica de Máquinas Agrícolas do Tramagal) de productie over. Vanaf 1978 volgde de export naar andere landen, in 1995 stopte de productie. Jaarlijks werden circa 700 auto's gebouwd.
Van 1976 tot ongeveer 1986 bouwde de SEMAL ook de Tagus-serie, gebaseerd op het vierwielaangedreven Rocar TV-model. Sommige waren uitgerust met een 2530 cc Daihatsu-turbodieselmotor.

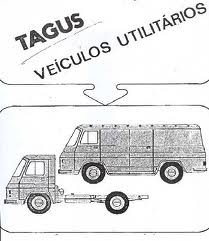
Tagus-bedrijfswagenreclame uit de jaren 70
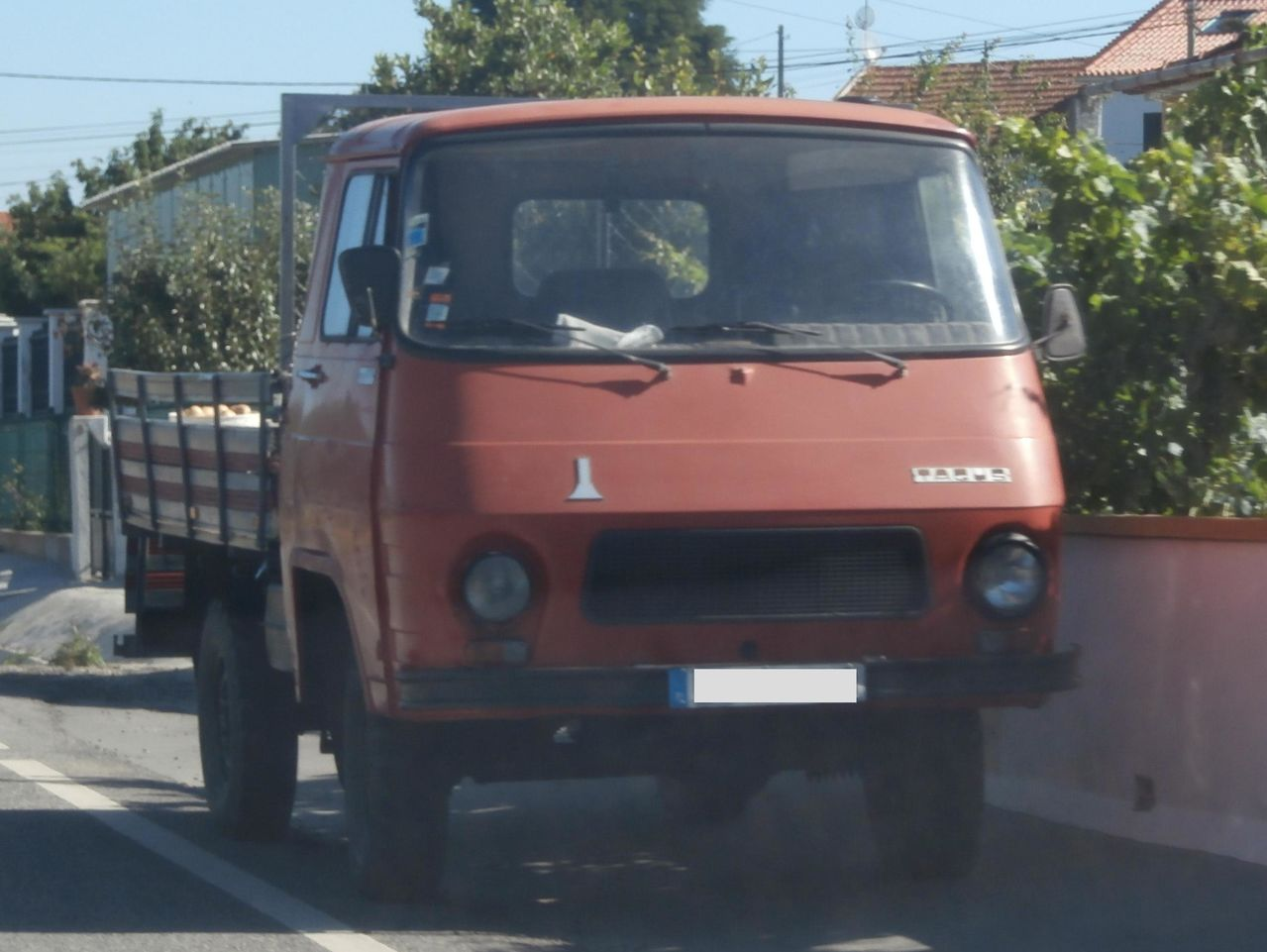
Tagus GV250 4×4 pick-up uit de jaren 70 in gerestaureerde staat
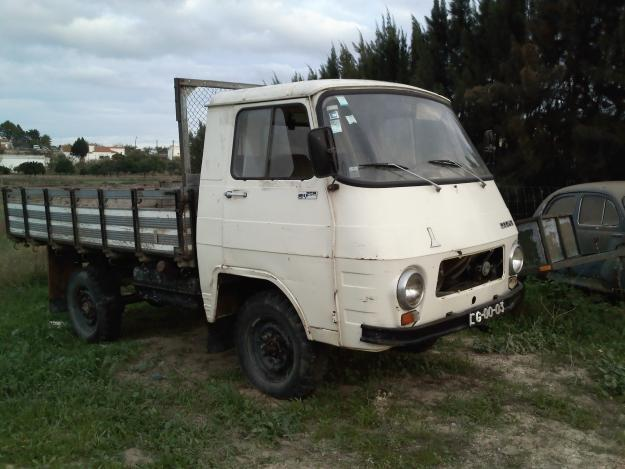
Tagus GV250 4×4 pick-up uit de jaren 70 in afwachting van restauratie
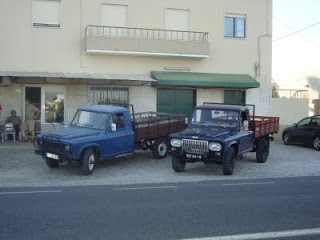
Portaro Campina 350 en 320 pick-up
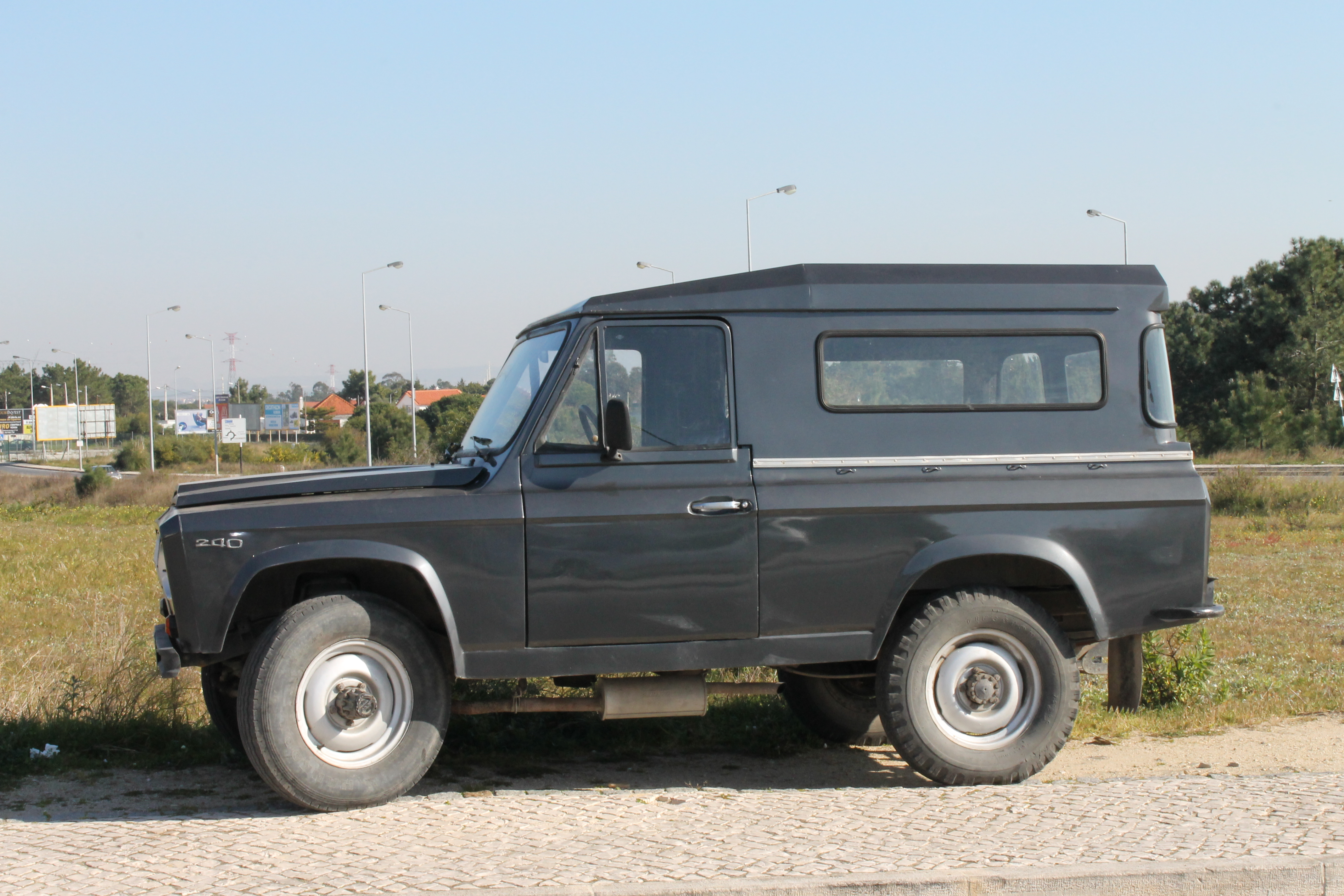
Portaro 240 bestelwagen 2500 diesel 4×4

## Modellen
- Portaro 230P, 240D, 260D, 280D
- Portaro Campina 280D, 320D, 350D
- Portaro Celta 210P, 230P, 260D, 280D
- Portaro Pampas 260D (export)
- Portaro Hisparo 244, 242 (export)